# Timothy J. Keating
Timothy J. Keating, född den 5 november 1949 (Dayton, Ohio, USA), är en pensionsavgången amiral i USA:s flotta. Keating var som viceamiral chef för den samfällda staben (Director of the Joint Staff) i försvarshögkvarteret 2003-2004. Han utnämndes till fyrstjärning amiral 2004, var chef för North American Aerospace Defense Command (NORAD) och militärbefälhavare för United States Northern Command 2004-2007. Han avslutade sin 38-åriga militära yrkesbana som militärbefälhavare för United States Pacific Command 2007-2009.
Keating tog examen 1971 från United States Naval Academy och var från 1973 utbildad jaktpilot med sammanlagt 1 200 hangarfartygslandningar och 5 000 flygtimmar under karriären. Han var adjutant åt William J. Crowe när denne var CINCPAC.